# Jiřina Medková
Jiřina Medková (27. prosince 1921 Brno – 1. dubna 2020 tamtéž) byla česká historička umění. Patřila k předním znalcům českého skla v užitém i volném umění.

## Život
Narodila se 27. prosince 1921 v Brně jako Jiřina Lossmannová v rodině stavitele přehrad Ing. Karla Lossmanna (1891–1978). Absolvovala reálné gymnázium (1942) a v letech 1942–1945 Školu uměleckých řemesel v Brně (1945) a SUPŠ sklářskou v Železném Brodě. Poté vystudovala dějiny umění na Filozofické fakultě Masarykovy univerzity u prof. Václava Richtera a Alberta Kutala. Roku 1950 obhájila rigorózní práci České a moravské malované číše z údobí renesance. Příspěvek k dějinám moravského sklářství.
V Uměleckoprůmyslovém muzeu v Brně působila jako kurátorka sbírky skla. Po vzniku Moravské galerie se roku 1961 v ní stala zástupkyní ředitele a byla pověřena vedením Ústavu užitého umění MG. V letech 1971–1973 byla vedoucí kurátorkou Stálé expozice uměleckého řemesla a užitého umění v Uměleckoprůmyslovém muzeu.
Jako kurátorka iniciovala řadu výstav i významných akcí, díky nimž se Brno, které v tomto oboru nemělo tradici, stalo přitažlivým sklářským centrem. Roku 1963 byla zakladatelkou Trienále řezaného a rytého skla, či přehlídky skleněné plastiky Metamorfózy skla (od roku 1973 v Moravské galerii) a Skleněná plastika (od r. 1983 v Domě umění města Brna). I po odchodu do důchodu roku 1977 zůstala členkou nákupní komise ÚUU MG. Externě přednášela na Divadelní fakultě JAMU a na Katedře divadelní vědy Filozofické fakulty UJEP/MU v Brně. Roku 2009 obdržela Cenu města Brna.
K její bohaté publikační a přednáškové činnosti patří knihy Povídání o českém skle a Řeč věcí. Publikovala odborné články o textilním umění a skle v časopisech Ars vitraria, Ateliér, Bulletin UHS, Bulletin MG, Tvat, Umění a řemesla, Měsíčník Design centra České republiky, ad.
Jejím synem je hudební skladatel, publicista a vysokoškolský pedagog a funkcionář Ivo Medek (* 1956).

## Publikace (výběr)
- Jiřina Medková, Ryté sklo. První přehlídka soudobé tvorby, Moravská galerie v Brně 1965
- Jiřina Medková, 3. trienále řezaného skla, Moravská galerie v Brně 1971
- Jiřina Medková: František Vízner - sklo, Bohdan Mrázek - tapiserie, Horácká galerie, Nové Město na Moravě 1972
- Jiřina Medková, Historické a současné sklo z akvizic posledního desetiletí, Moravská galerie v Brně 1973
- Jiřina Medková, Jaroslav Svoboda - sklo,  Horácká galerie, Nové Město na Moravě 1974
- Jiřina Medková, Sklo Ludviky Smrčkové, OM Kroměříž 1974
- Jiřina Medková, Stolní sklo a vázy zasloužilé umělkyně Ludviky Smrčkové, Moravská galerie v Brně 1976
- Jiřina Medková, 5. trienále řezaného skla, Moravská galerie v Brně 1977
- Jiřina Medková, Škrdlovická sklárna a její výtvarníci, Moravská galerie v Brně 1977
- Jiřina Medková, Povídání o českém skle, Státní pedagogické nakladatelství 1979
- Jiřina Medková, 6. trienále řezaného skla, Moravská galerie v Brně 1980
- Jiřina Medková, Skleněná plastika. Současná československá tvorba, Dům umění města Brna 1987
- Jiřina Medková, Řeč věcí. Umění vnímat umění, Praha 1990
- Jiřina Medková, Souvztažnosti. Skleněná plastika a vitráže 1992,  Dům umění města Brna 1992 (s J. Vitáskovou)
- Jiřina Medková, Blanka Růžičková - textilní tvorba, Dům umění města Brna 1993